# بنت میلر

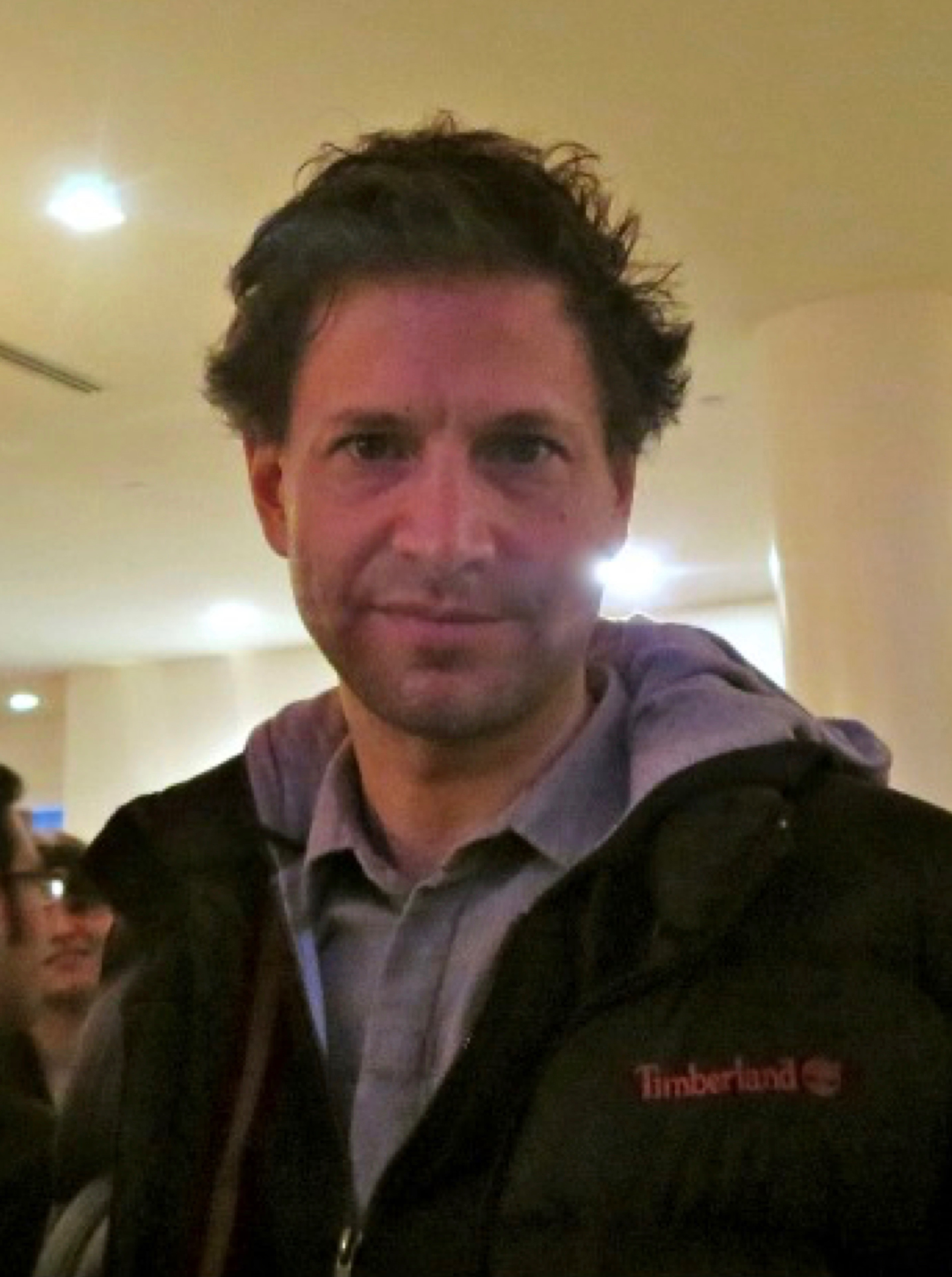
میلر در کنفرانس مطبوعاتی آخر هفته یک قهرمان در نوامبر 2013

بنت میلر (به انگلیسی: Bennett Miller) (زادهٔ ۳۰ دسامبر ۱۹۶۶) کارگردان آمریکایی است. او فیلم‌هایی چون کاپوتی و مانی‌بال را کارگردانی کرده‌است.

## جوایز وافتخارات
- کاندیدای بفتای بهترین کارگردانی کاپوتی در سال ۲۰۰۵

## فیلم‌شناسی
- گشت (۱۹۹۸)
- کاپوتی (۲۰۰۵)
- مانیبال (۲۰۱۱)
- شکارچی روباه (۲۰۱۴)[۱]